# Torre de Esgueva
Torre de Esgueva est une commune de la province de Valladolid dans la communauté autonome de Castille-et-León en Espagne.

## Sites et patrimoine
Les édifices les plus caractéristiques de la commune sont :

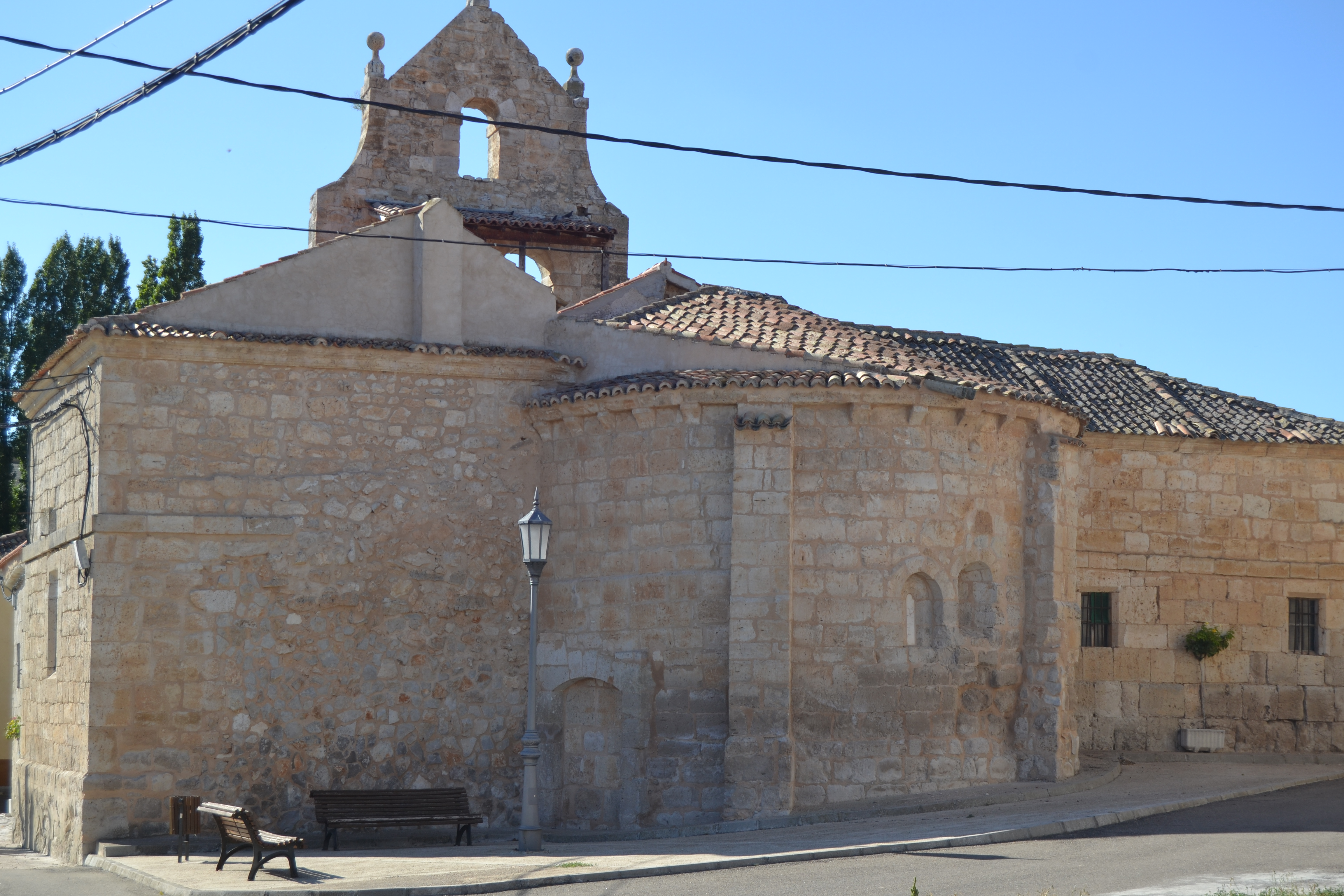
Église San Martín de Tours.
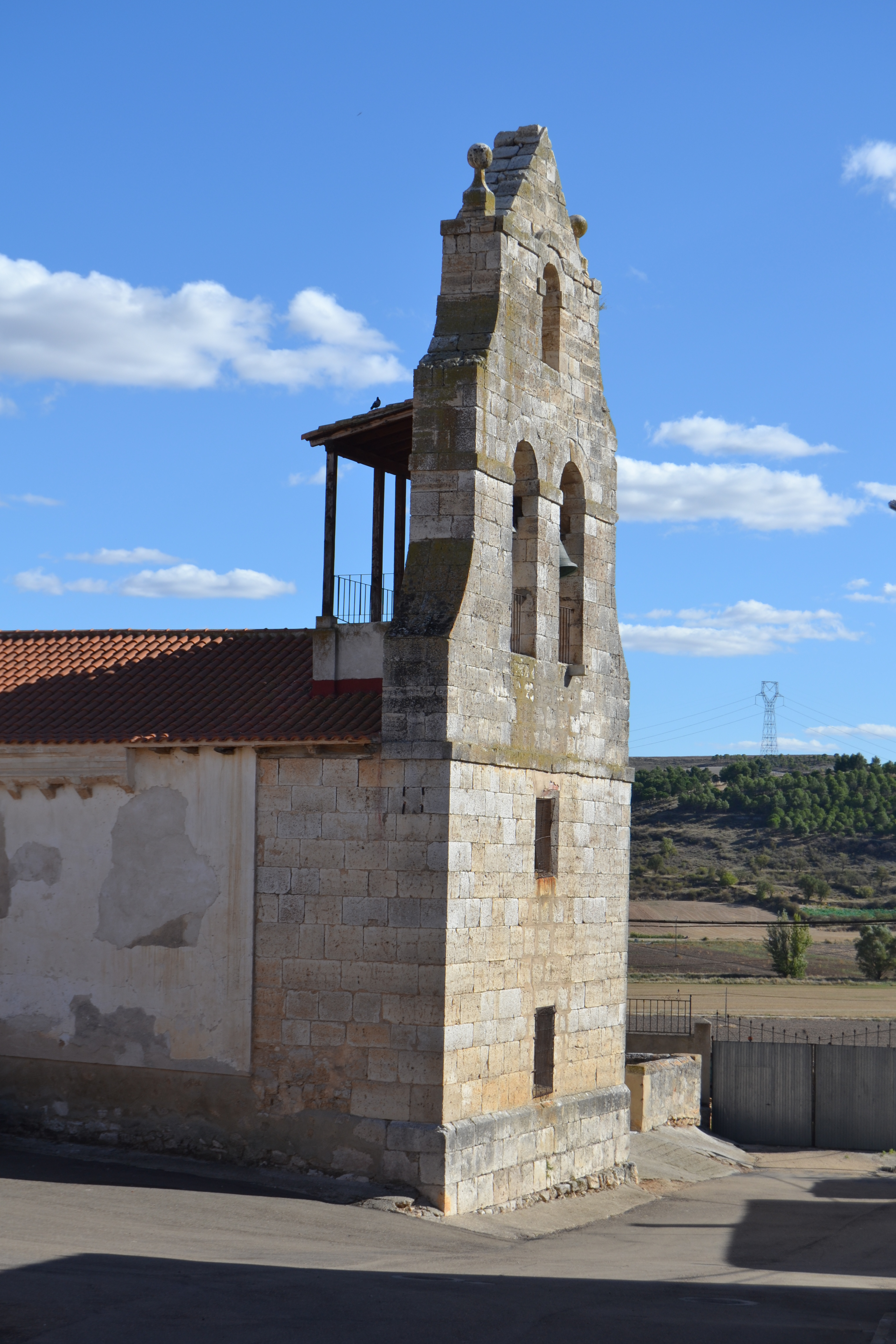
Église San Martín de Tours.
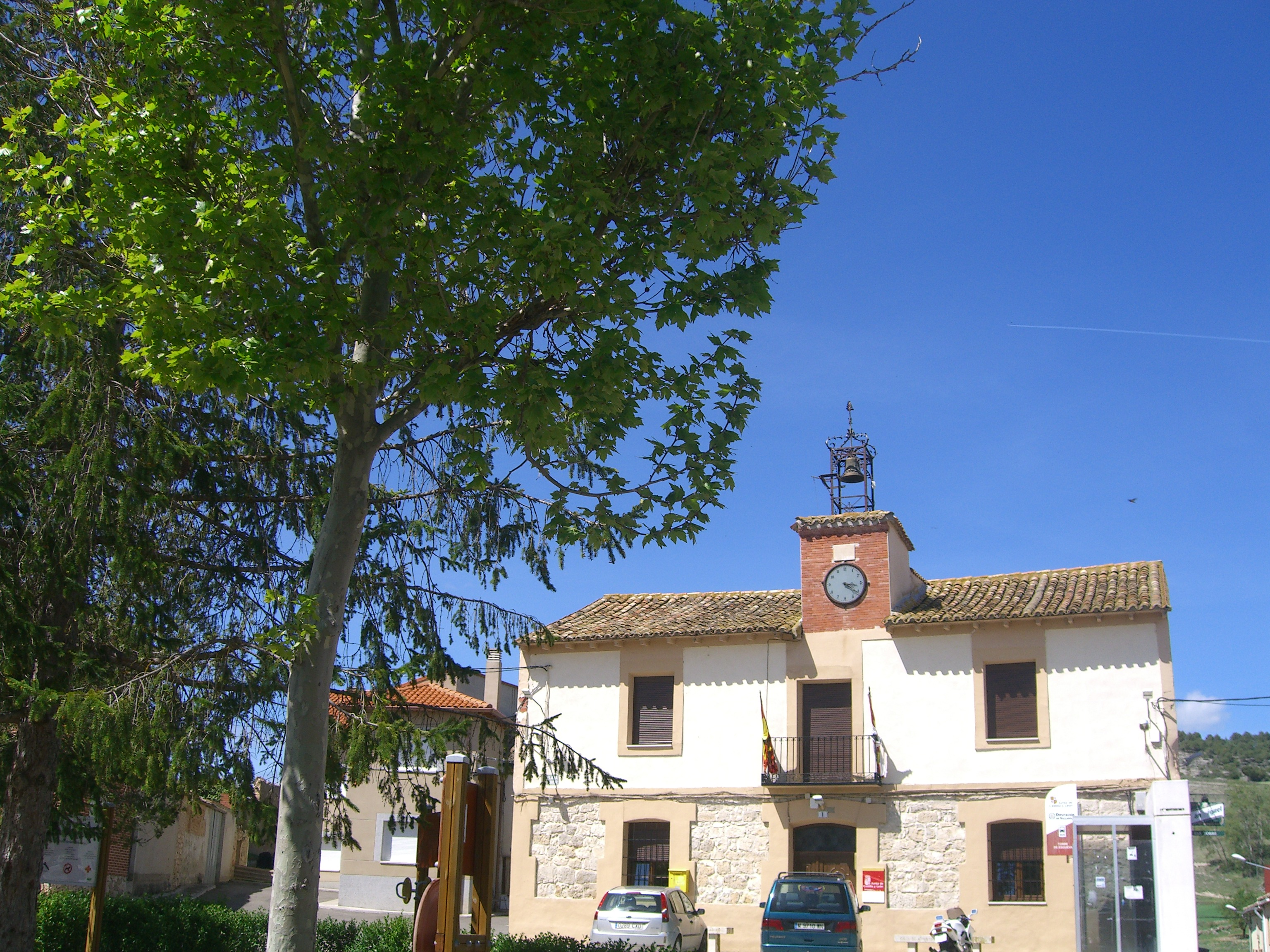
Mairie.
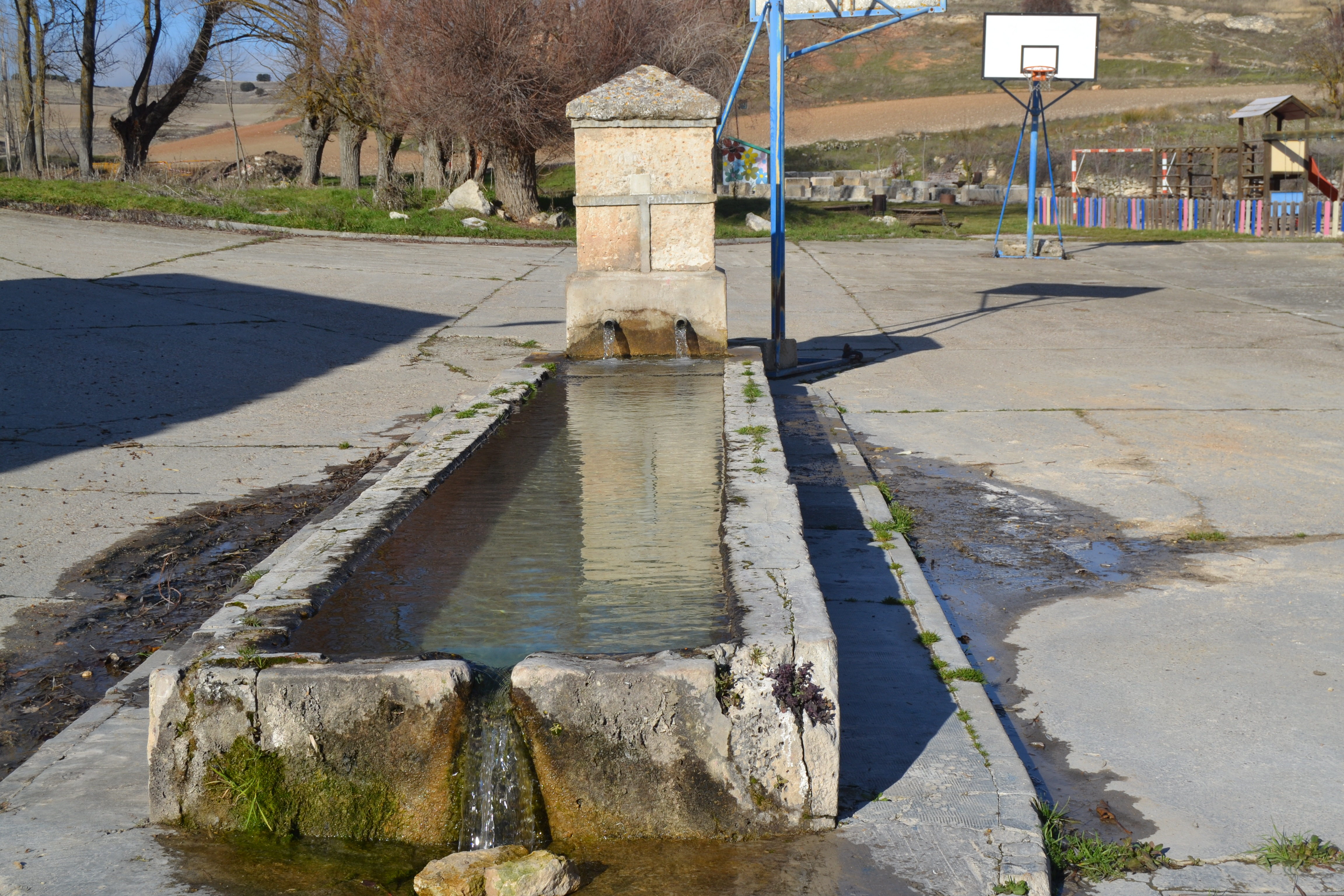
La Plaza Mayor.
- La fontaine.

- Église San Martín de Tours.
- Église San Martín de Tours.
- Mairie.
- La fontaine.